# Bulbophyllum xanthophaeum
Bulbophyllum xanthophaeum är en orkidéart som beskrevs av Rudolf Schlechter. Bulbophyllum xanthophaeum ingår i släktet Bulbophyllum och familjen orkidéer. Inga underarter finns listade i Catalogue of Life.